# Göttingen Mathematical Society

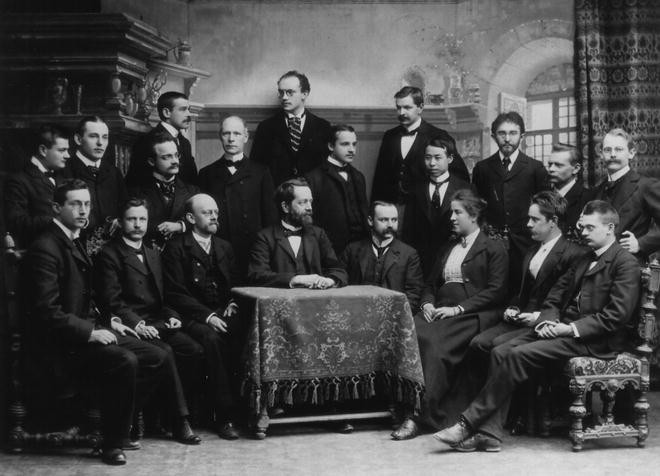
The Mathematics Club of Göttingen, 1902. Från vänster till höger, främre raden: Abraham, Schilling, Hilbert, Klein, Schwarzschild, Anna Irwin Young, Diestel, Zermelo; andra raden: Fanla, Hansen, C. Müller, Dawncy, E. Schmidt, Yoshiye, Epsteen, Fleisher, F. Bernstein; tredje raden: Blumenthal, Hamel, H. Müller

Göttingen Mathematical Society grundades 1892 av Felix Klein och Heinrich Weber.

William Henry Young, som befann sig i Göttingen från 1899 till 1908, beskrev hur det unga Mathematical Society fungerar:
De tyska professorerna har i Göttingen och på andra ställen instiftat ett eget matematiskt sällskap, som träffas en kväll i veckan, till vilket professorerna, privatdozenterna och några avancerade studenter har tillgång.
Carathéodory, som gick till Göttingen som forskarstudent 1902, beskrev det som att likna: -
… En Internationella matematikerkongressen som ständigt håller på.